# آلن گراهام (بازیکن فوتبال)
آلن گراهام (انگلیسی: Allan Graham؛ زادهٔ ۲۳ اکتبر ۱۹۳۷) بازیکن فوتبال است.
از باشگاه‌هایی که در آن بازی کرده‌است می‌توان به باشگاه فوتبال ساندرلند اشاره کرد.